# 五大道

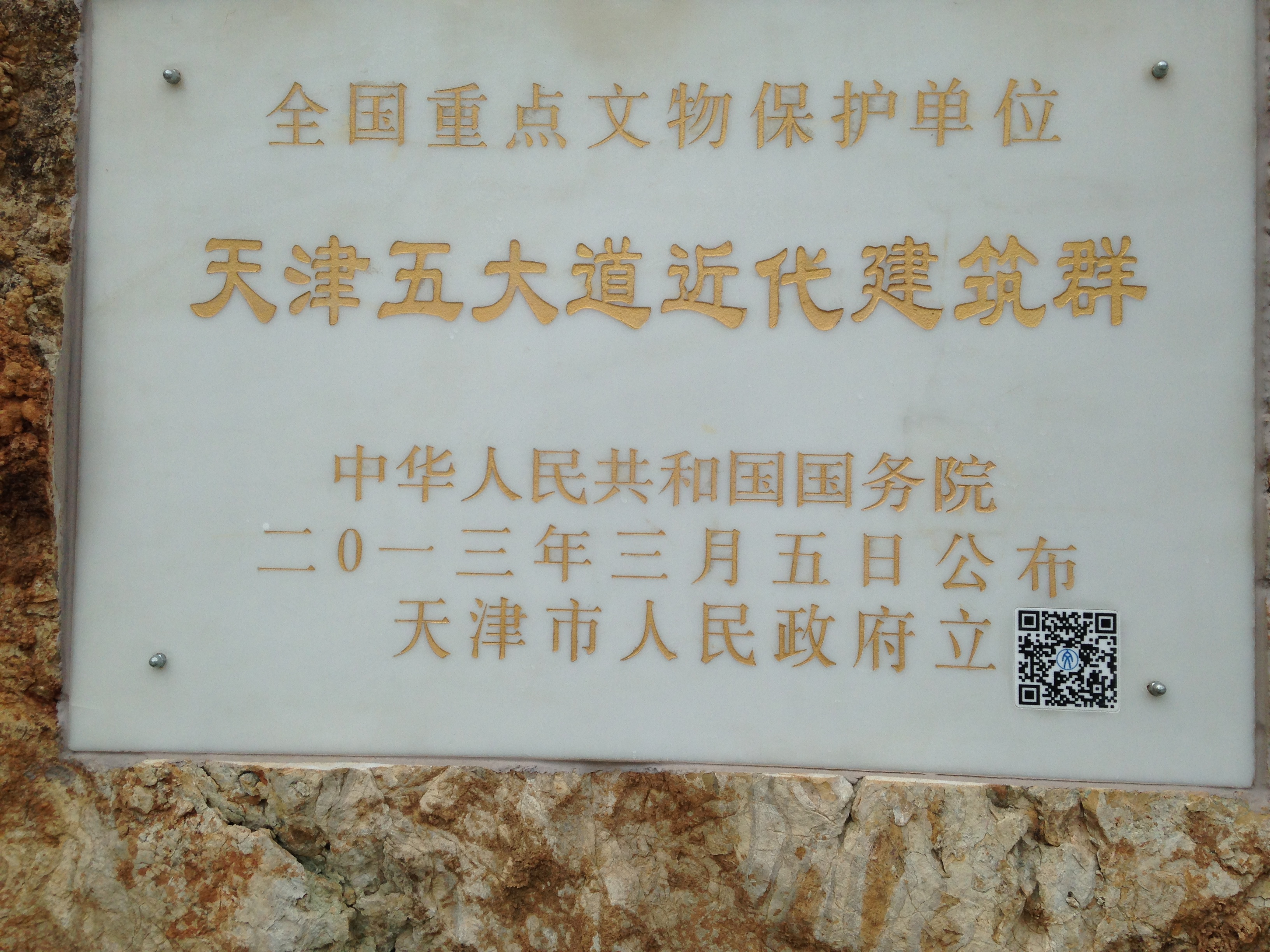
五大道建筑群铭牌

五大道是人们对天津英租界在墙子河外的推广界的俗称，是位于天津市市中心偏南，今属和平区的一片民国年间形成的高级住宅区和文化旅游区。1903年被划为天津英租界的推广界后，开始结合海河疏浚工程，填筑原有的沼泽洼地，到1920年代陆续建造大片洋房，成为天津最高档的住宅区之一，曾吸引不少民国初年的军政工商各界要人入住。现在，五大道文化旅游区已成为天津最知名的观光景点之一，那些风格各异的欧陆风情小洋楼，使这里成为天津的“万国建筑博览会”。内有民园广场、先农大院、睦南公园等景点。
这片地区东西方向有六条马路：马场道（原马厂道）、睦南道（原香港道）、大理道（原新加坡道）、常德道（原科伦坡道）、重庆道（河北路以东为原剑桥道；河北路以西为原爱丁堡道）、成都道（原伦敦道）。2011年，五大道根据历史街区保护规划，被天津市规划局确定为五大道历史文化街区。2013年，天津五大道近代建筑群中的39处代表性建筑被中华人民共和国国务院批准为全国重点文物保护单位。2015年4月，天津市五大道历史文化街区入选住房城乡建设部、国家文物局公布的第一批中国历史文化街区。

## 历史
19世纪末20世纪初，五大道地区为天津城南部的一片坑洼塘淀。其间散落着一些简陋民居，当时有“二十间房”、“六十间房”、“八十间房”等地名，
1860年12月17日天津英租界开辟，五大道地区被划为英租界。从1919年至1926年，英租界工部局在五大道地区利用疏浚海河的淤泥填垫洼地修建道路。19世纪末，英商在佟楼“养牲园”一带修建别墅和赛马场。此后在马场以东修了一条连接英租界墙子河的马场道，而在马场道上的达文士楼则是这一片地区出现的最早的建筑之一。1922年，重庆道建成，当时名爱丁堡道、剑桥道；1929年，大理道、睦南道、常德道、重庆道、成都道相继建成，当时被分别命名为新加坡路、香港道、科伦坡道、爱丁堡道、伦敦路。
1911年辛亥革命后，许多清朝皇亲国戚、遗老遗少从北京来到天津租界寓居；另外许多富贾巨商、各界名流、红角、北洋政府时期的要人也曾在此留下过足迹。他们把天津视为建立公馆和别墅的理想地点，因为天津靠近他们居住的京城，交通甚为方便。一些北洋政府内阁包括总统、总理、总长、督军、省长、市长等各界名流人士百余人下野后在此寓居，力图东山再起。五大道成为“国中之国”是因为社会与朝政更迭变幻，租界成了政治的避风港，而且天津得地理、交通与海关之利，充满了商机。各种要人及富人拥入津门。一为安全，二为立业发财，三为了住进设施齐全的小洋楼总比传统的四合院舒适方便。五大道地处英租界的黄金地段，人们便争相置地建房，毗邻而居，因此这一带就成了天津名副其实的富人区。

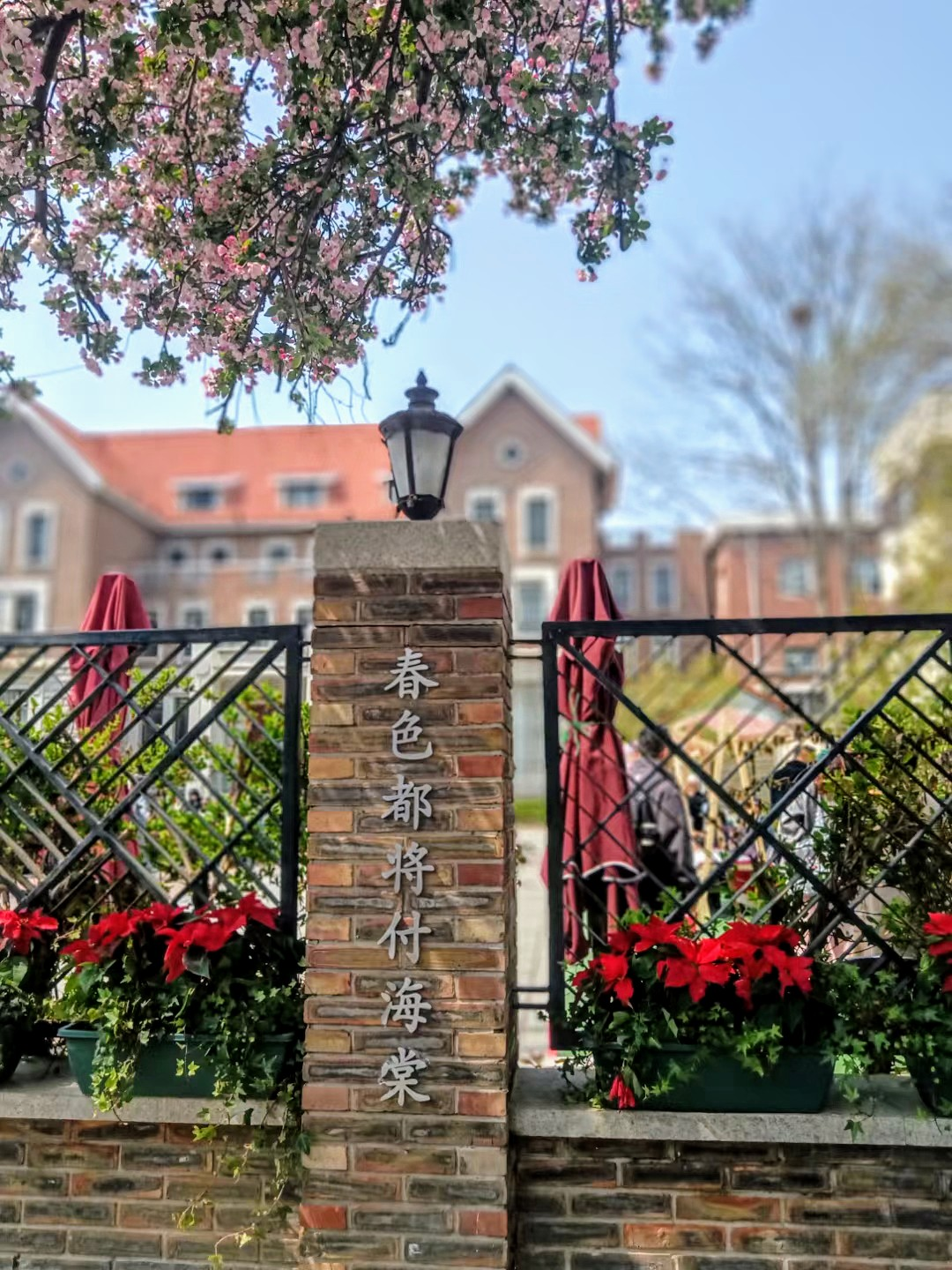
五大道海棠花节的和平宾馆

1949年后，天津市人民政府多次对五大道地区风貌建筑进行全面整修，2003年被评为“津门新十景”之一，成为天津一处重要的人文旅游风情区。2008年，和平区文化局成立五大道游客服务中心，设有自行车租赁，马车观光等游览工具。还有专业旅游服务工作人员为游客提供咨询服务；设置电子大屏幕，可以查阅天津的景点、酒店、交通线路等；设立旅游产品展示柜，陈列泥人、纪念章、册页等具有天津特色的文化工艺品；复原了一间老式书房，还特别提供具有五大道特色的居民生活用品供游客参观、欣赏和收藏。此外，服务中心还专设外宾接待室，用双语为外国游客提供所需服务。自2023年起，每年春季五大道都会举办海棠花节。

## 古典建筑群

1950年代的成都道与长沙路交口

五大道地区拥有上世纪二、三十年代建成的具有不同国家建筑风格的花园式房屋2000多所，建筑面积达到100多万平方米。其中最具典型300余幢风貌建筑中，英式建筑89所、意式建筑41所、法式建筑6所、德式建筑4所、西班牙建筑3所、还有众多的文艺复兴式建筑、古典主义建筑、折衷主义建筑、巴洛克式建筑、庭院式建筑等。

### 建筑特色
五大道的原住户洋人很少，基本上是中国房主，他们不懂得西方建筑的风格，于是就随心所欲地去删减与添加，这反而给建筑师们更多自由发挥的空间。比起解放北路那些正矩的西方建筑，五大道的洋楼要随意得多了。

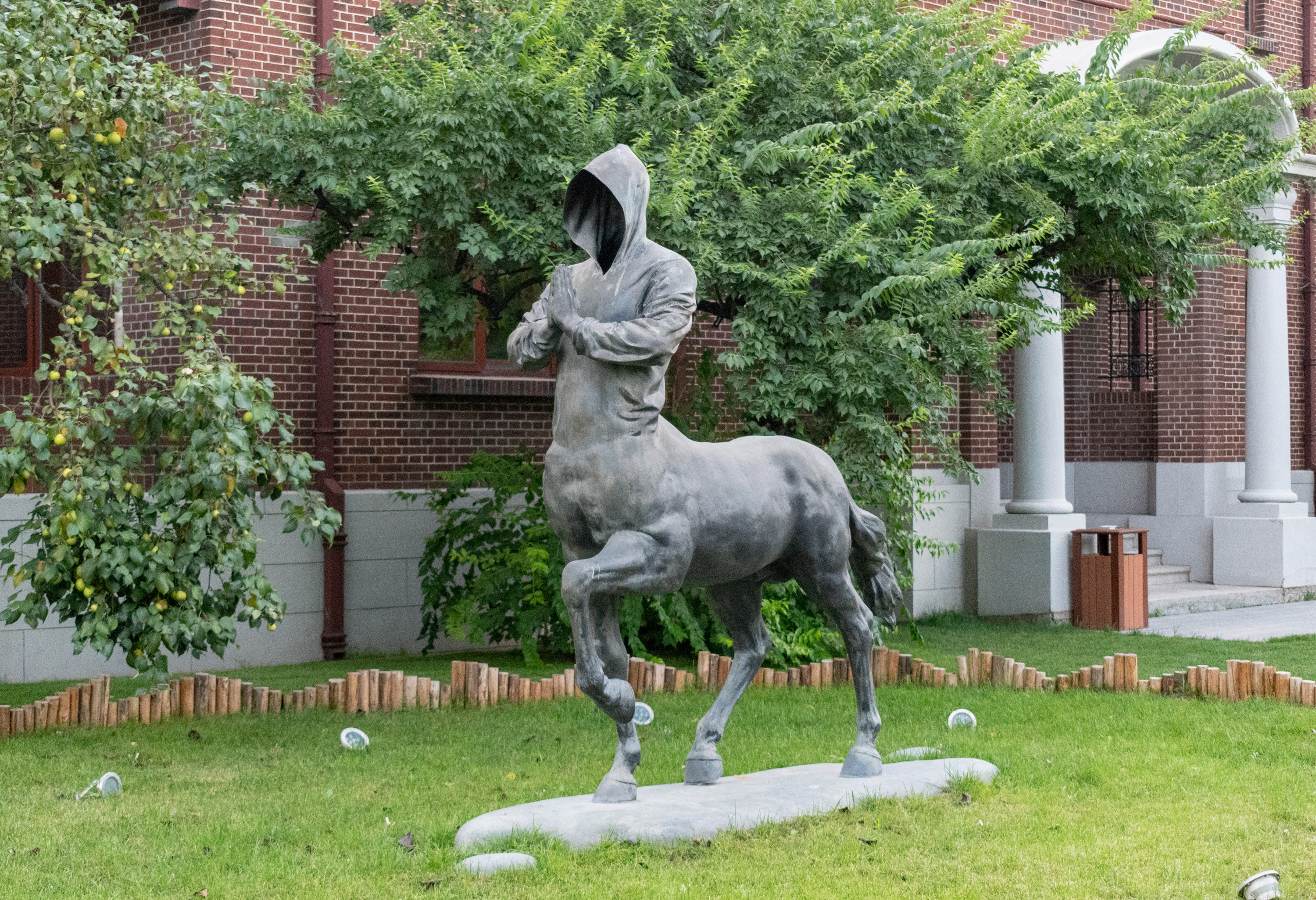
天津五大道马克西姆餐厅

另外，五大道建筑的私秘性构成深遂和幽静的氛围。当时无论是寓公式的军政要人，还是成功的实业家们，在当时吉凶难卜的社会背景下，全都希图安逸，不事张扬。这种心理外化在五大道的环境形象上。房屋的尺度宜人，倾向低矮，没有高楼；隔院临街，院中花木掩住里边的楼窗。顶紧要的是，院墙全是实墙，很少使用栏杆。其中民园大楼的方孔式围墙，它采用百叶窗的原理，看似透孔透光，实际上从外边根本不可能对院内一览无余，这就适应了房主人深居与私秘的心理，自然也构成了五大道独有的幽雅沉静又稳定温馨的氛围。

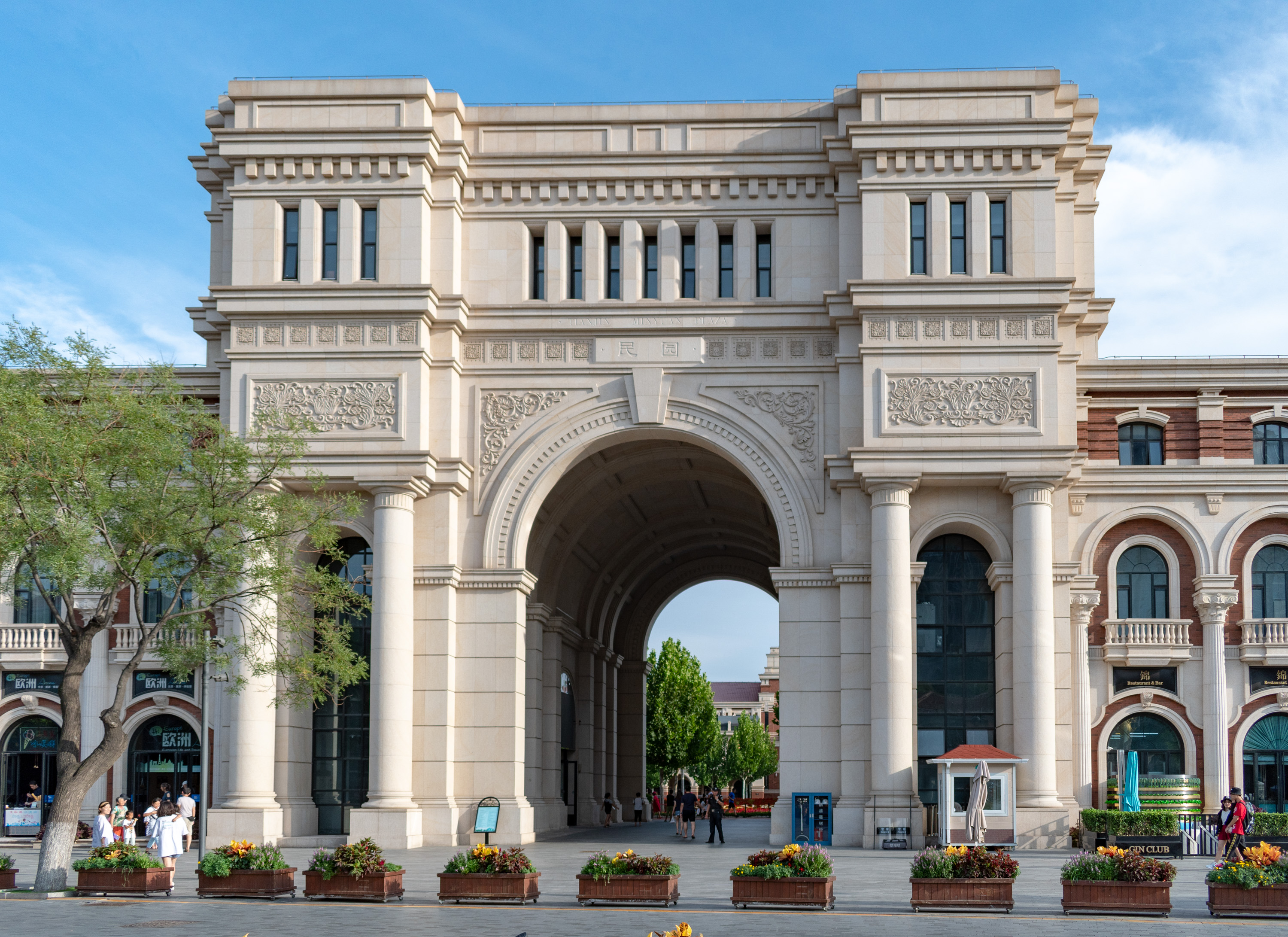
民园广场

### 破坏与保护建筑
五大道地区作为天津历史文化街区重点保护对象，从2007年至今，多次遭到破坏。黄家花园周边的建筑群被拆除了大半，在原址上建起的超高层大厦与历史文化街区极不协调；成都道陶氏旧居周边建筑被拆除，周边环境恶化，文物本体受到严重威胁；友善里地块、贞源里地块、鹏寿里地块、永兴里地块均在保护区范围内，但这些地块上的建筑已被全部拆除；林崧旧居、云南路34号等天津市历史风貌建筑也已被拆除。而疙瘩楼也被各种各样的瓷器破坏了历史的风貌，从而引发争议。
在2013年，共有39处建筑作为“天津五大道近代建筑群”被批准为全国重点文物保护单位：
| 名称                   | 地址            | 图片 | 备注 |
| ---------------------- | --------------- | ---- | --- |
| 卞氏旧居               | 睦南道79号      |      | 1930年建。目前是重点保护等级历史风貌建筑。 |
| 蔡成勋旧居             | 大理道3号       |      | 建于1935年。现为重点保护等级历史风貌建筑 |
| 高树勋旧居             | 睦南道141号     |      | 始建于1931年，目前是重点保护等级历史风貌建筑。 |
| 顾维钧旧居             | 河北路267号     |      | 建于1927年，目前是特殊保护等级历史风貌建筑。现为中国国民党革命委员会天津市委员会所在地。                                                           |
| 关麟征旧居             | 长沙路97号      |      | 建于1920年，目前是一般保护等级历史风貌建筑。 |
| 李叔福旧居             | 睦南道28号      |      | 1937年建，目前是重点保护等级历史风貌建筑。 |
| 孙殿英旧居             | 睦南道20号      |      | 建于1930年，为“东陵大盗”孙殿英的旧居。目前为特殊保护等级历史风貌建筑，是五大道的标志性建筑之一。                                                   |
| 陶氏旧居               | 成都道14号      |      | 建于1933年，目前是一般保护等级历史风貌建筑。 |
| 北洋总统徐氏旧居       | 马场道42号      |      | 建于1920年代初，现为一般保护等级历史风貌建筑。 |
| 北洋总统徐世昌之女旧居 | 马场道44-46号   |      | 建于1920年代，为原大总统徐世昌的房产。 |
| 许氏旧居               | 睦南道11号      |      | 始建于1926年，目前是重点保护等级历史风貌建筑。 |
| 訾玉甫旧居             | 大理道37号      |      | 建于1920年，目前是一般保护等级历史风貌建筑。 |
| 雍剑秋旧居             | 马场道60-62号   |      | 建于1930年，目前是一般保护等级历史风貌建筑。 |
| 曾延毅旧居             | 常德道1号       |      | 建于1920年，目前是一般保护等级历史风貌建筑。 |
| 金邦平旧居             | 重庆道114号     |      | 建于1920年代。目前是重点保护等级历史风貌建筑。 |
| 睦南道徐世章旧居       | 睦南道126号     |      | 始建于1921年，目前是重点保护等级历史风貌建筑。 |
| 张绍曾旧居             | 河北路334号     |      | 建于1920年代，目前是一般保护等级历史风貌建筑。2011年建筑被擅自拆改并受损。                                                                         |
| 陈光远旧居             | 大理道48号      |      | 建于1924年，现为重点保护等级历史风貌建筑。 |
| 庆王府旧址             | 重庆道55号      |      | 建于1922年并于次年（1923年）落成，是庆亲王奕劻长子载振的故居。目前是特殊保护等级历史风貌建筑。也是五大道地区的标志性建筑之一。                     |
| 龚心湛旧居             | 重庆道64号      |      | 始建于1930年代，目前是一般保护等级历史风貌建筑。                                                                                                   |
| 英国公学旧址           | 湖北路59号      |      | 建于1926年，于1928年建成，原为英国公学的主楼，现为天津市第二十中学主教学楼。目前是重点保护等级历史风貌建筑。                                       |
| 南海路曹锟旧居         | 南海路2号       |      | 始建于1923年，目前是一般保护等级历史风貌建筑。 |
| 纳森旧居               | 睦南道70号      |      | 建于1928年，目前是特殊保护等级历史风貌建筑。 |
| 潘复旧居               | 马场道2号       |      | 始建于1919年，后因地铁建设而拆除，2006年复建并作为天津市第二十中学行政楼使用。                                                                     |
| 张学铭旧居             | 睦南道50号      |      | 建于1925年，目前是特殊保护等级历史风貌建筑。 |
| 孙氏旧居               | 大理道66号      |      | 建于1931年，目前是特殊保护等级历史风貌建筑。此地现为和平宾馆，毛泽东、周恩来等曾在此下榻。                                                         |
| 安乐邨公寓楼           | 马场道98-110号  |      | 原名为“新武官胡同”，建于1933年，众多名医曾居住于此。现为重点保护等级历史风貌建筑。                                                                 |
| 周志辅旧居             | 河北路277号     |      | 建于1933年，目前是重点保护等级历史风貌建筑。 |
| 张作相旧居             | 重庆道4号       |      | 建于1913年，目前是重点保护等级历史风貌建筑。 |
| 吴颂平旧居             | 昆明路117号     |      | 建于1934年，目前是重点保护等级历史风貌建筑。 |
| 林鸿赉旧居             | 常德道2号       |      | 于1935年建造，目前是重点保护等级历史风貌建筑。 |
| 张自忠旧居             | 成都道60号      |      | 建于1936年，目前是重点保护等级历史风貌建筑。 |
| 李氏旧居               | 河北路239号     |      | 建于1937年，目前是重点保护等级历史风貌建筑。 |
| 李勉之旧居             | 睦南道74号      |      | 始建于1937年，现为重点保护等级历史风貌建筑。 |
| 疙瘩楼                 | 河北路279-293号 |      | 建于1937年，为京剧表演艺术家马连良在天津的故居。目前是重点保护等级历史风貌建筑，而如今外立面的瓷片对建筑的风貌造成了一定的破坏。                   |
| 卞万年旧居             | 云南路57号      |      | 建于20世纪40年代，目前是重点保护等级历史风貌建筑。                                                                                                 |
| 周叔弢旧居             | 睦南道129号     |      | 始建于1938年，目前是重点保护等级历史风貌建筑。 |
| 孙季鲁旧居             | 郑州道20号      |      | 建于1939年，目前是一般保护等级历史风貌建筑。 |
| 伪满洲国领事馆旧址     | 睦南道26号      |      | 建于20世纪20年代；颜惠庆于1926年移居至此。1943年至1945年作为满洲国驻天津领事馆使用。现为特殊保护等级历史风貌建筑。也是五大道地区的标志性建筑之一。 |

### 其它著名建筑
- 民园大楼
- 茂根大楼
- 香港大楼
- 马场别墅
- 剑桥大楼
- 林东大楼
- 原工商学院主楼
- 荣庆故居
- 那桐旧居
- 小德张故居
- 周学熙故居
- 黎元洪故居
- 徐世昌故居
- 曹锟旧居
- 朱启钤故居
- 王占元旧居
- 袁克文故居
- 张伯苓故居
- 鹿钟麟故居
- 王雨生故居
- 马占山故居
- 靳云鹏故居
- 戴笠故居
- 赵天麟故居
- 刘冠雄故居
- 宋哲元故居
- 刘汝明故居
- 马歇尔故居
- 史迪威故居
- 魏德迈故居
- 包瑞德故居
- 李爱锐故居
- 胡佛故居
- 徐氏旧居
- 赵以成故居
- 张志潭故居
- 林修竹故居
- 林鸿赉旧宅
- 陈一甫故居
- 杨十三故居
- 金梁故居
- 过之翰旧宅
- 丁懋英故居
- 达文士故居
- 吴新田故居
- 李烛尘故居
- 宋棐卿旧居
- 佟德一故居
- 范权故居
- 林子香故居
- 柯应夔故居
- 孙桐萱故居
- 熊炳琦故居
- 徐树强旧居
- 黄顺柏故居
- 方先之旧居
- 袁克惕故居
- 米春霖故居
- 陶茂正故居
- 张鸣歧旧居
- 金显宅故居
- 林崧故居
- 朱宪彝故居
- 孟恩远故居
- 张叔诚故居
- 郑翼之故居
- 毕鸣岐故居

## 文化
| - 学校： - 天津工商学院:现天津外国语大学 - 圣功女中：现天津新华中学 - 英国公学:现天津第二十中学 - 天津财经大学 - 天津第六十一中学 - 昆明路小学 - 岳阳道小学 - 逸阳梅江湾学校 - 新华南路小学 - 马场道小学 |
| - 博物馆： - 北疆博物院 - 华蕴博物馆 - 近代天津与世界博物馆 - 五大道历史博物馆 |

| - 艺术： - 民园西里 - 鼎天美术公馆 - 西岸艺术馆 - 天津群众艺术馆 |
| - 体育： - 民园体育场 - 天津人民体育馆                           |
| - 公园： - 睦南公园 - 抗震纪念碑                                 |
| - 餐厅： - 俏江南 - 粤唯鲜 - 成桂西餐厅                          |
| - 夜店酒吧： - Nic Club（泥吧） - 滚石俱乐部 - 里士满酒吧        |

## 交汇道路
- 西康路
- 贵州路
- 昆明路
- 云南路
- 桂林路
- 长沙路
- 衡阳路
- 河北路
- 湖南路
- 南海路
- 新华路
- 澳门路
- 香港路
- 湖北路
- 南京路[13]

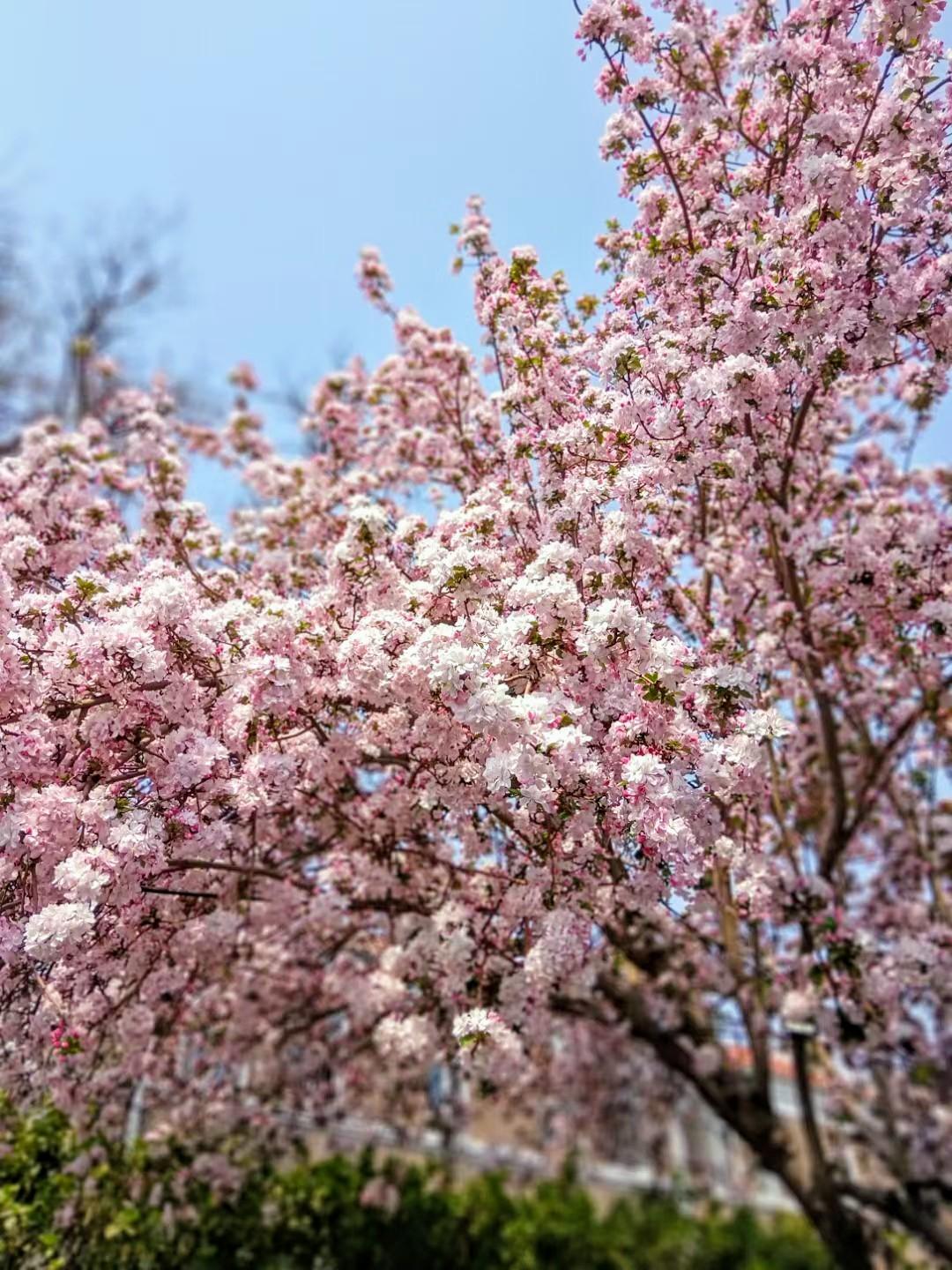
五大道的海棠花节

- 郑州道（与五大道平行，在五大道范围内的道路）
- 洛阳道（与五大道平行，在五大道范围内的道路）

## 交通
- 观光马车
- 天津轨道交通
  - 一号线：小白楼站、营口道站

## 内部链接
- 解放北路
- 天津英租界
- 天津历史风貌建筑